# لا کورن، کبک
لا کورن (به فرانسوی: La Corne) شهری در منطقه شهری ابیتیبی ناحیه ابیتیبی-تمیسکامانگ در استان کبک کانادا است. در سرشماری سال ۲۰۱۱ این شهر ۶۴۱ نفر جمعیت داشته‌است و مساحت آن ۳۳۱٫۵۴ کیلومتر مربع است.